# 吉川町 (大府市)
吉川町（よしかわちょう）は、愛知県大府市の地名。

## 地理

### 河川
- 愛知用水
- 石ヶ瀬川

### 池沼
- 吉川町調整池

## 歴史

### 人口の変遷
国勢調査による人口および世帯数の推移。
| 1995年（平成7年）  | 723世帯 2431人  |  |
| 2000年（平成12年） | 751世帯 2439人  |  |
| 2005年（平成17年） | 915世帯 2590人  |  |
| 2010年（平成22年） | 978世帯 2701人  |  |
| 2015年（平成27年） | 1061世帯 2793人 |  |
| 2020年（令和2年）  | 1136世帯 2925人 |  |

## 交通
- 国道155号
- 愛知県道57号
- 知多半島道路大府東海インターチェンジ

## 施設
- 吉川稲荷神社
- 藪ケ池ちびっ子広場
- 棚田脇ちびっ子広場
- 赤羽根公園
- 吉田多目的グラウンド

### WEB
1. ↑  “愛知県大府市の町丁・字一覧”.   人口統計ラボ. 2024年2月15日閲覧。
2. 1 2  総務省統計局 (2022年2月10日). “令和2年国勢調査の調査結果(e-Stat) - 男女別人口，外国人人口及び世帯数－町丁・字等” (CSV). 2023年8月2日閲覧。
3. 1 2  “愛知県大府市の郵便番号一覧”.   日本郵便. 2024年2月15日閲覧。
4. ↑  “市外局番の一覧” (PDF).   総務省 (2022年3月1日). 2022年3月22日閲覧。
5. ↑  “ナンバープレートについて”.   一般社団法人愛知県自動車会議所. 2024年1月21日閲覧。
6. ↑  総務省統計局 (2014年3月28日). “平成7年国勢調査の調査結果(e-Stat) - 男女別人口及び世帯数 －町丁・字等” (CSV). 2021年7月20日閲覧。
7. ↑  総務省統計局 (2014年5月30日). “平成12年国勢調査の調査結果(e-Stat) - 男女別人口及び世帯数 －町丁・字等” (CSV). 2021年7月20日閲覧。
8. ↑  総務省統計局 (2014年6月27日). “平成17年国勢調査の調査結果(e-Stat) - 男女別人口及び世帯数 －町丁・字等” (CSV). 2021年7月21日閲覧。
9. ↑  総務省統計局 (2012年1月20日). “平成22年国勢調査の調査結果(e-Stat) - 男女別人口及び世帯数 －町丁・字等” (CSV). 2021年7月21日閲覧。
10. ↑  総務省統計局 (2017年1月27日). “平成27年国勢調査の調査結果(e-Stat) - 男女別人口及び世帯数 －町丁・字等” (CSV). 2021年7月21日閲覧。